# Cleopus solani

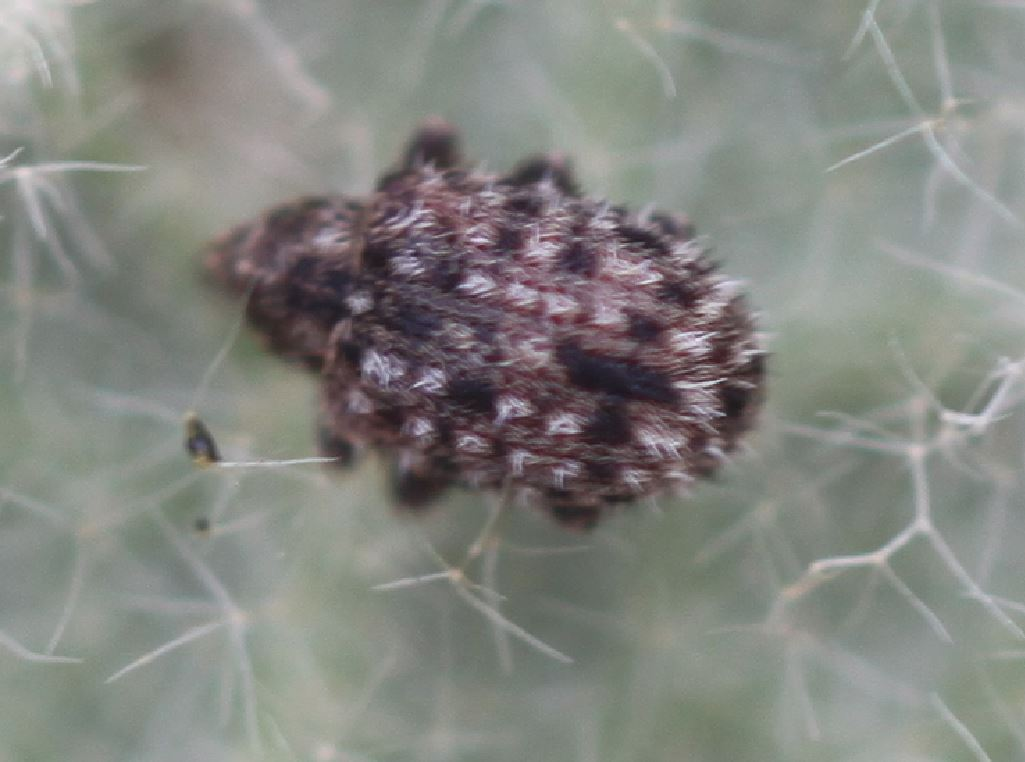
Dorsalansicht

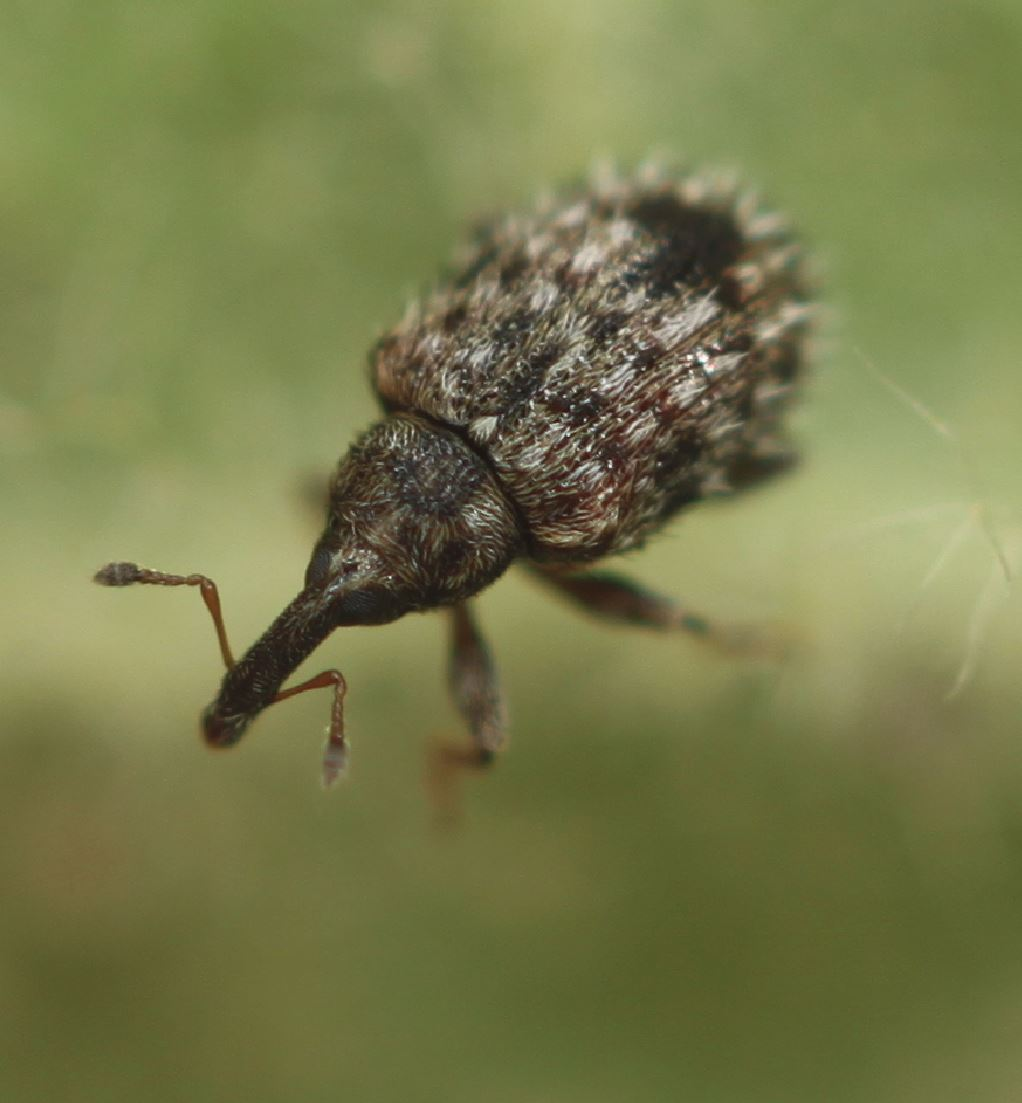
Frontansicht

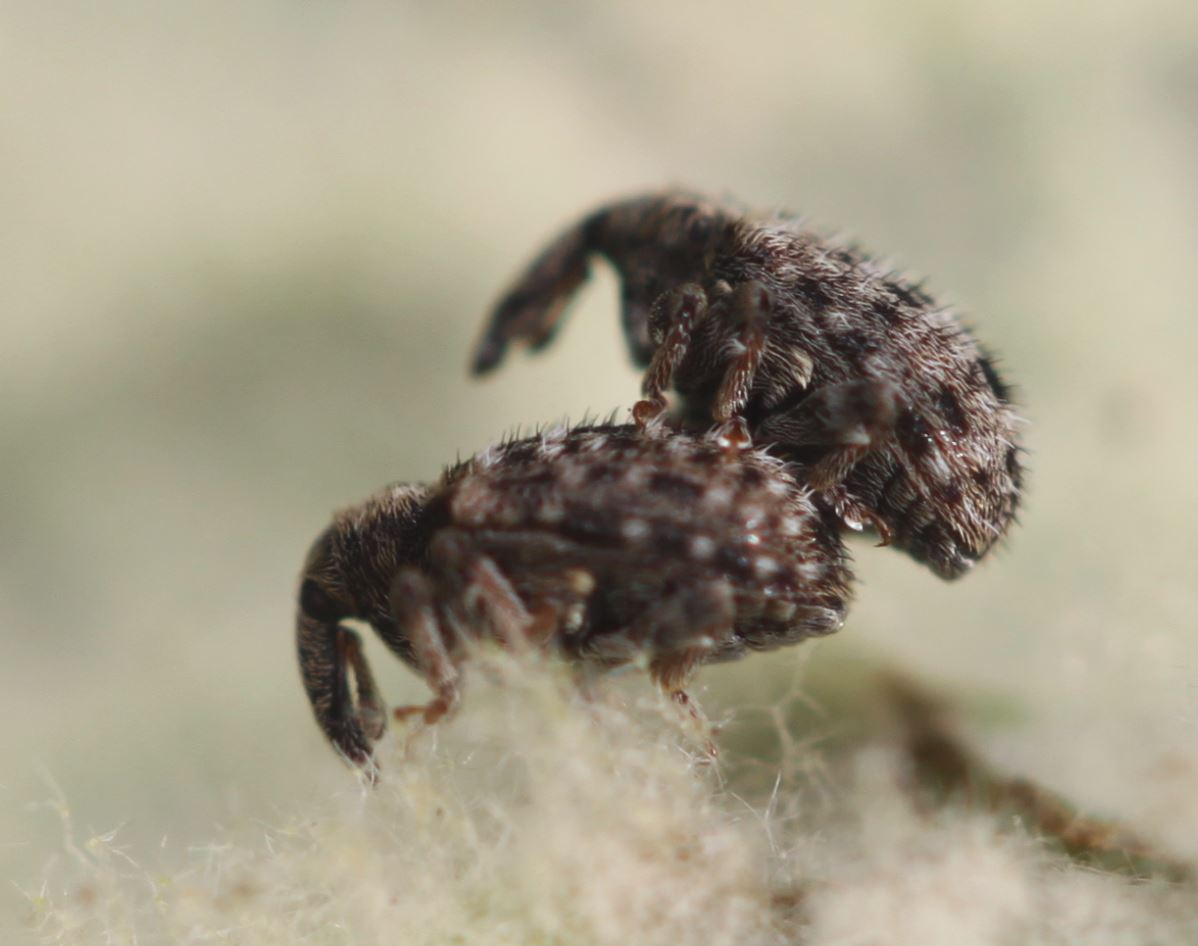
Paarung

Cleopus solani ist ein Käfer aus der Familie der Rüsselkäfer (Curculionidae). Die Gattung Cleopus ist noch mit einer weiteren Art in Europa vertreten: Cleopus pulchellus.

## Merkmale
Die Käfer sind 2,8–3 mm lang. Sie sind von oval-förmiger Gestalt mit einem mittelkräftigen Rüssel. Der Vorderrand der Vorderbrust (Prothorax) ist kaum ausgerandet. Die Beborstung ist bei Cleopus solani deutlich abstehend und länger als bei der verwandten Art Cleopus pulchellus. Die Borstenhaare sind etwa so lang wie der Augendurchmesser. Die Halsschildseiten sind gerundet und nach hinten merklich verengt. Die Flügeldecken weisen eine charakteristische Musterung aus hellen und dunklen Gitterflecken auf. Auf dem Halsschild sowie auf der hinteren Flügeldeckenhälfte befindet sich jeweils eine größere dunkle Stelle. Die Fühlerbasis liegt im vorderen Drittel der Rüssel. Die vorderen Femora weisen einen Zahn auf.

## Verbreitung
Das Vorkommen von Cleopus solani erstreckt sich über weite Teile Europas. Die Art fehlt jedoch auf der Iberischen Halbinsel, auf den Britischen Inseln, in Skandinavien (einschließlich Dänemark) sowie in Russland.

## Lebensweise
Die Käfer überwintern unter den Grundblättern von Königskerzen (Verbascum). Man beobachtet sie zwischen März und September. Die Art bevorzugt trockene Lebensräume und fehlt im höheren Gebirge. Die Wirtspflanzen von Cleopus solani bilden verschiedene Verbascum-Arten, möglicherweise auch die Knotige Braunwurz (Scrophularia nodosa).

## Gefährdung
Die Art gilt in Deutschland als ungefährdet.